# Douglas Hyde
Douglas Hyde   (Castlerea, 17 de gener de 1860 - Dublín, 12 de juliol de 1949) fou un escriptor i polític irlandès, primer President d'Irlanda.

## Biografia
Hyde va néixer a Longford House a Castlerea, comtat de Roscommon, mentre la seva mare, Elizabeth (de soltera Oldfield; 1834–1886), feia una visita curta. El seu pare, Arthur Hyde, la família del qual era originària de Castlehyde prop de Fermoy, comtat de Cork, va ser rector de l'Església d'Irlanda de Kilmactranny, comtat de Sligo, de 1852 a 1867, i va ser aquí on Hyde va passar els seus primers anys. Arthur Hyde i Elizabeth Oldfield es van casar al comtat de Roscommon, el 1852, i van tenir tres fills més: Arthur Hyde (1853–79 al comtat de Leitrim), John Oldfield Hyde (1854–96 al comtat de Dublín) i Hugh Hyde (1856).
Hyde, endemés del gaèlic, parlava francès, llatí, alemany, grec i hebreu. Des del 1883 estudià l'antic gaèlic al Trinity College de Dublín. El 1893 participà en la fundació de la Conradh na Gaeilge (Lliga Gaèlica), per a salvar la llengua de la seva desaparició, i fou el primer professor d'irlandès a la Universitat el 1909. Allí contactà amb Patrick Pearse, Eamon de Valera (casat amb la professora d'irlandès Sinéad Flanagan), Michael Collins, i Ernest Blythe. Incòmode davant la creixent politització del moviment, Hyde va renunciar a la presidència el 1915. El va succeir el cofundador de la Lliga, Eoin MacNeill.
Tot i que no fou molt actiu en política (no va mantenir cap relació amb el Sinn Féin) i el moviment independentista. Va ser elegit membre de Seanad Éireann, la cambra alta de l'Oireachtas (parlament) de l'Estat Lliure d'Irlanda, en eleccions parcials el 4 de febrer de 1925, en substitució de Sir Hutcheson Poë.
A les eleccions al Seanad de 1925, Hyde va col·locar el 28è dels 78 candidats, amb 19 escons disponibles. La Societat de la Veritat Catòlica es va oposar a ell pel seu protestantisme i va donar a conèixer el seu suposat suport al divorci. Els historiadors han suggerit que la campanya de la CTS va ser ineficaç i que els defensors de la llengua irlandesa van tenir un mal rendiment, i tots els avalats per la Lliga Gaèlica van perdre.
El 1937 fou elegit president d'Irlanda a proposta de tots els partits, i ocupà el càrrec fins al 1945. Escriví estudis literaris i obres en irlandès amb el pseudònim An Craoibhin Aoibhinn (La bella branca).

## Obres
- The Love Songs of Connacht (1893)
- A Literary History of Ireland (1899)
- Leabhar Sgeuluigheachta (1899)
- An sgeuluipde Gaodhalach (1890-1901)
- Ubha nem chraoibh (1901)
- Casadh an tSugain (El retorçament de la corda de palla, 1901) obra de teatre.